# Edward
Edward ist ein männlicher Vorname und Familienname.

## Herkunft und Bedeutung
Der Name ist eine Form des männlichen Vornamens Eduard. Er ist besonders im englischsprachigen Raum verbreitet und in dieser Schreibweise auch im Polnischen anzutreffen.

## Namensträger

### Einzelname
- Edward the Elder (um 871–924), König von Wessex, siehe Eduard der Ältere
- Edward the Confessor (um 1004–1066), vorletzter angelsächsischer König Englands und Heiliger, siehe Eduard der Bekenner
- Edward VII. (1841–1910), König von Großbritannien, siehe Eduard VII.
- Edward VIII. (1894–1972), König von Großbritannien, siehe Eduard VIII.
- Edward, Duke of York and Albany (1739–1767), Herzog von York und Albany
- Edward, Duke of Kent and Strathearn (1767–1820), britischer Prinz, Vater Königin Victorias
- Edward, 2. Duke of Kent (* 1935), britischer Adeliger, Mitglied der britischen Königsfamilie
- Edward, Duke of Edinburgh (* 1964), jüngster Bruder von König Charles III.

### Vorname
- Edward Albee (1928–2016), US-amerikanischer Dramatiker und Essayist
- Edward Arnold (1890–1956), US-amerikanischer Schauspieler deutscher Abstammung
- Edward Babiuch (1927–2021), polnischer Politiker
- Edward de Bono (1933–2021), maltesischer Mediziner, Kognitionswissenschaftler und Schriftsteller
- Edward Granville Browne (1862–1926), britischer Orientalist
- Edward Kevin Daly (1933–2016), irischer römisch-katholischer Bischof von Derry
- Edward Dębicki (* 1935), polnischer Musiker der Roma
- Edward Elgar (1857–1934), englischer Komponist
- Edward Fox (* 1937), britischer Schauspieler
- Edward Furlong (* 1977), US-amerikanischer Schauspieler
- Edward Gierek (1913–2001), polnischer Politiker
- Edward Peregrine Gueritz (1855–1938), britischer Kolonialgouverneur in Nord-Borneo
- Edward Heath (1916–2005), britischer Politiker, Premierminister
- Edward Kennedy (1932–2009), US-amerikanischer Politiker
- Edward N. Lorenz (1917–2008), US-amerikanischer Meteorologe und Hochschullehrer
- Edward Joseph Mahoney (1949–2019), US-amerikanischer Rocksänger, siehe Eddie Money
- Edward Stuart McDougall, (1886–1957), kanadischer Richter des Québec Court of Appeal und des Internationalen Militärgerichtshof für den Fernen Osten
- Edward Ambrose Mellors (1907–1946), britischer Motorradrennfahrer, siehe Ted Mellors
- Edward Moore (1712–1757), englischer Dramatiker und Schriftsteller
- Edward Murray (* 1956), US-amerikanischer American-Football-Spieler
- Edward Nalbandjan (* 1956), armenischer Politiker
- Edward Newton (1832–1897), britischer Kolonial-Administrator und Ornithologe
- Edward Noort (* 1944), niederländischer reformierter Theologe, Hochschullehrer
- Edward Norton (* 1969), US-amerikanischer Schauspieler
- Edward Piccin (* 1971), Schweizer Schauspieler
- Edward Raczyński (1786–1845), polnischer Adliger und Mäzen
- Edward Raczyński (1891–1993), polnischer Politiker und Diplomat
- Edward Rydz-Śmigły (1886–1941), polnischer Militär und Politiker
- Edward Christopher Sheeran (* 1991), britischer Singer-Songwriter
- Edward Simoni (* 1959), deutsch-polnischer Panflötist
- Edward Snowden (* 1983), US-amerikanischer Whistleblower
- Edward Speleers (* 1988), britischer Filmschauspieler
- Edward Sternaman (1895–1973), US-amerikanischer American-Football-Spieler und Footballfunktionär
- Edward Teller (1908–2003), ungarisch-US-amerikanischer Physiker
- Edward Francis Twining (1899–1967), britischer Gouverneur von British North Borneo und Tanganjika
- Edward Van Halen (1955–2020), niederländisch-US-amerikanischer Gitarrist, siehe Eddie Van Halen
- Edward Whymper (1840–1911), britischer Bergsteiger
- Edward Woodward (1930–2009), britischer Schauspieler
- Edward Zanki (1952–2019), deutscher Musiker, Sänger und Produzent, siehe Edo Zanki

### Weiterer Vorname
- Robert Edward Lee (1807–1870), US-amerikanischer Oberst des Heeres
- Henry Edward Newton (1873–1961), englischer Geistlicher und Bergsteiger
- Lawrence Edward Grace Oates (1880–1912), britischer Polarforscher
- Charles Edward Stuart (1720–1788), Sohn von James Francis Edward Stuart und englischer Thronanwärter

### Edvard
- Edvard Beneš (1884–1948), tschechischer Politiker, Gründer der Tschechoslowakei
- Edvard Brandes (1847–1931), dänischer Politiker
- Edvard Bull (1845–1925), norwegischer Mediziner und Frauenrechtler
- Edvard Ehlers (1863–1937), dänischer Dermatologe
- Edvard Eriksen (1876–1959), naturalistischer dänischer Bildhauer
- Edvard Fendler (1902–1987), deutscher Dirigent
- Edvard Frank (1909–1972), deutscher Maler der „Verschollenen Generation“
- Edvard Grieg (1843–1907), norwegischer Komponist
- Edvard Grimstad (1933–2014), norwegischer Politiker der Senterpartiet
- Edvard Hjelt (1855–1921), finnischer Chemiker, Diplomat und Politiker
- Edvard Hoem (* 1949), norwegischer Schriftsteller
- Edvard Holm (1833–1915), dänischer Historiker
- Edvard Kardelj (1910–1979), jugoslawischer kommunistischer Theoretiker und Politiker
- Edvard Kocbek (1904–1981), slowenischer Schriftsteller und Publizist
- Eðvarð Matthíasson, isländischer Snookerspieler
- Edvard Moser (* 1962), norwegischer Neurowissenschaftler
- Edvard Munch (1863–1944), norwegischer Maler und Graphiker
- Edvard Ravnikar (1907–1993), slowenischer Architekt
- Edvard Herman Rodhe (1845–1932), schwedischer lutherischer Bischof und Politiker
- Edvard Magnus Rodhe (1878–1954), schwedischer lutherischer Theologe und Bischof
- Edvard Rønning (* 1952), norwegischer Dramatiker, Dramaturg und Drehbuchautor
- Edvard Rusjan (1886–1911), österreich-ungarischer Luftfahrtpionier
- Edvard Scheutz (1821–1881), schwedischer Ingenieur und Konstrukteur von Rechenmaschinen
- Edvard Westermarck (1862–1939), finnischer Philosoph, Soziologe und Ethnologe
- Edvard Hugo von Zeipel (1873–1959), schwedischer Astronom

### Familienname
- Alonso Edward (* 1989), panamaischer Leichtathlet
- David Edward (* 1934), britischer Jurist
- Georg Edward (1869–1969), deutscher Lyriker und Schriftsteller
- Harry Edward (1898–1973), britischer Leichtathlet
- Hugo Edward (1845–1914), deutscher Theaterschauspieler
- Julia Edward (* 1991), neuseeländische Ruderin
- Mateo Edward (* 1993), panamaischer Sprinter